# Talsperre Orellana
Die Talsperre Orellana (spanisch Presa de Orellana) ist eine Talsperre mit Wasserkraftwerk in der Provinz Badajoz, Spanien. Sie staut den Guadiana, der hier die Grenze zwischen den Gemeinden Campanario und Orellana la Vieja bildet, zu einem Stausee auf. Die Talsperre dient sowohl der Stromerzeugung als auch der Bewässerung und Trinkwasserversorgung. Sie wurde 1961 (bzw. 1963) fertiggestellt. Die Talsperre ist in Staatsbesitz und wird von Endesa Generacion S.A. betrieben.

## Absperrbauwerk
Das Absperrbauwerk ist eine Gewichtsstaumauer aus Beton mit einer Höhe von 63 (bzw. 63,5) m über der Gründungssohle. Die Mauerkrone liegt auf einer Höhe von 320 m über dem Meeresspiegel. Die Länge der Mauerkrone beträgt 737 m. Das Volumen der Staumauer beträgt 521.110 m³.
Die Staumauer verfügt sowohl über einen Grundablass als auch über eine Hochwasserentlastung. Über den Grundablass können maximal 69 m³/s abgeleitet werden, über die Hochwasserentlastung maximal 3300 m³/s. Das Bemessungshochwasser liegt bei 4400 m³/s.

## Stausee
Beim normalen Stauziel von 318 m erstreckt sich der Stausee über eine Fläche von rund 48,63 (bzw. 55,57) km² und fasst 808 (bzw. 824) Mio. m³ Wasser; davon können 478 Mio. m³ genutzt werden. Der Stausee erstreckt sich über eine Länge von 37 km.

## Kraftwerk
Die installierte Leistung des Kraftwerks beträgt 15 (bzw. 18 oder 18,53) MW. Das Maschinenhaus befindet sich unterhalb der Staumauer auf der rechten Flussseite. Ein weiteres Kraftwerk mit einer installierten Leistung von 2 (bzw. 3,65 oder 4,5) MW befindet sich an dem Bewässerungskanal, der von der Staumauer abgeht.